# Kelland O'Brien
Kelland O'Brien (Melbourne, 22 de mayo de 1998) es un deportista australiano que compite en ciclismo en las modalidades de pista y ruta.
Participó en dos Juegos Olímpicos de Verano, obteniendo dos medallas en la prueba de persecución por equipos, bronce en Tokio 2020 (junto con Sam Welsford, Leigh Howard y Lucas Plapp) y oro en París 2024 (con Oliver Bleddyn, Samuel Welsford y Conor Leahy).
Ganó tres medallas en el Campeonato Mundial de Ciclismo en Pista, en los años 2017 y 2019.

## Medallero internacional
| Juegos Olímpicos   | Juegos Olímpicos   | Juegos Olímpicos  | Juegos Olímpicos        |
| Año                | Lugar              | Medalla           | Competición             |
| ------------------ | ------------------ | ----------------- | ----------------------- |
| 2020               | Tokio (Japón)      | Medalla de bronce | Persecución por equipos |
| 2024               | París (Francia)    | Medalla de oro    | Persecución por equipos |
| Campeonato Mundial |                    |                   |                         |
| Año                | Lugar              | Medalla           | Competición             |
| 2017               | Hong Kong (China)  | Medalla de oro    | Persecución por equipos |
| 2017               | Hong Kong (China)  | Medalla de bronce | Persecución individual  |
| 2019               | Pruszków (Polonia) | Medalla de oro    | Persecución por equipos |

1. ↑  Compitió en la ronda de clasificación.

## Palmarés

### Ruta
2021
- 3.º en el Campeonato de Australia Contrarreloj
- 2.º en el Campeonato de Australia en Ruta

2023
- 3.º en el Campeonato de Australia Contrarreloj
- 3.º en el Campeonato de Australia en Ruta

2025
- 3.º en el Campeonato de Australia Contrarreloj

### Pista
2020
- Campeonato Oceánico de Madison con Sam Welsford
- Campeonato de Australia de Madison con Sam Welsford

## Resultados en Grandes Vueltas
| Carrera | Carrera         | 2022 | 2023 | 2024 |
| ------- | --------------- | ---- | ---- | ---- |
|         | Giro de Italia  | —    | —    | —    |
|         | Tour de Francia | —    | —    | —    |
|         | Vuelta a España | Ab.  | —    | —    |

| —: No participó | Ab: Abandono |